# فيروس أكسبترد الهربسي 1
فيروس أكسبترد الهربسي 1 (بالإنجليزية: Acciptrid herpesvirus 1)‏ هو فيروس غير معلن ضمن عائلة الفيروسات الهربسية.